# VTM 3
VTM 3 est une chaîne de télévision thématique belge flamande appartenant à la société anonyme DPG Media. Elle peut être reçue sur le réseau de télévision par câble et par satellite.
En outre, la chaîne publie avec Sanoma Magazines Belgium un magazine sous le titre Vitaya Magazines avec comme rédacteur en chef An Brouckmans. Le magazine a eu un tirage de 62 780 exemplaires et une portée de lecture moyenne de 181 500 lecteurs (en 2010). Il est prévu que le magazine fusionne au fil du temps avec Evita.

## Histoire
La chaîne a obtenu sa licence le 13 août 1999 en tant que diffuseur de télévision en Flandre pendant une durée de neuf ans et a été lancée le 25 août 2000. Vitaya appartenait à l'origine à la société à responsabilité limitée Media ad Infinitum. À la fin de l'année 2010, elle a été acquise par la Vlaamse Media Maatschappij (appelé depuis février 2014 Medialaan).

### Identité visuelle (logo)

Logo de 2007 à 2011
Logo de avril 2016 à 2020